# 川沿村 (福岡県)
川沿村（かわぞいむら）は、福岡県山門郡にあった村。現在のみやま市の一部。河沿村の表記がある。

## 地理
矢部川下流左岸の平野に位置していた。

## 歴史
- 1889年（明治22年）4月1日 - 町村制の施行により、山門郡高柳村、東津留村、浜田村、泰仙寺村、河内村が合併して村制施行し、川沿村が発足[1][2]。
- 1907年（明治40年）1月1日 - 山門郡瀬高町、本郷村、小川村、緑村（一部）が合併し瀬高町が存続して廃止された[1][2]。